# كليفلاند (مسيسيبي)
كليفلاند (بالإنجليزية: Cleveland, Mississippi)‏ هي مدينة تقع في الولايات المتحدة في مقاطعة بوليفار. يقدر عدد سكانها بـ 15,834 نسمة ومساحتها 18.9 كم2 وترتفع عن سطح البحر 43 متر.

## التركيبة السكانية
حدّد مكتب تعداد الولايات المتحدة بيانات التركيبة السكانية لكليفلاند في تعداد الولايات المتحدة. في ما يلي، التركيبة السكانية حسب تعدادي 2000 و2010.

### تعداد عام 2000
بلغ عدد سكان كليفلاند 13,841 نسمة بحسب تعداد عام 2000، وبلغ عدد الأسر 4,718 أسرة وعدد العائلات 3,131 عائلة مقيمة في المدينة. في حين سجلت الكثافة السكانية 705.1 نسمة لكل كيلومتر مربع (1,826.2/ميل2). وبلغ عدد الوحدات السكنية 4,988 وحدة بمتوسط كثافة قدره 254.1 لكل كيلومتر مربع (658.1/ميل2).
وتوزع التركيب العرقي للمدينة بنسبة 49.90% من البيض و48.26% من الأمريكيين الأفارقة و0.12% من الأمريكيين الأصليين و0.99% من الأمريكيين ذوي الأصول الآسيوية و0.02% من سكان جزر المحيط الهادئ و0.25% من الأعراق الأخرى و0.46% من عرقين مختلطين أو أكثر و0.94% من الهسبانيون أو اللاتينيون من أي عرق.
بلغ عدد الأسر 4,718 أسرة كانت نسبة 37.6% منها لديها أطفال تحت سن الثامنة عشر تعيش معهم، وبلغت نسبة الأزواج القاطنين مع بعضهم البعض 41.9% من أصل المجموع الكلي للأسر، ونسبة 21.2% من الأسر كان لديها معيلات من الإناث دون وجود شريك،  بينما كانت نسبة 3.2% من الأسر لديها معيلون من الذكور دون وجود شريكة وكانت نسبة 33.6% من غير العائلات. تألفت نسبة 27.7% من أصل جميع الأسر من عدة أفراد يعيشون في نفس المنزل ونسبة 10.5% كانت تتألف من شخص يعيش بمفرده يبلغ من العمر 65 عاماً أو أكثر. وبلغ متوسط حجم الأسرة المعيشية 2.60، أما متوسط حجم العائلات فبلغ 3.21.
بلغ العمر الوسطي للسكان 29.2 عاماً. وكانت نسبة 24.2% من القاطنين تحت سن الثامنة عشر، وكانت نسبة 11.2% بين الثامنة عشر والرابعة والعشرين عاماً، ونسبة 23.7% كانت واقعةً في الفئة العمرية ما بين الخامسة والعشرين والرابعة والأربعين عاماً، ونسبة 19.5% كانت ما بين الخامسة والأربعين والرابعة والستين، ونسبة 10.1% كانت ضمن فئة الخامسة والستين عاماً فما فوق. يوجد لكل 100 أنثى 86.1 ذكر، ويوجد لكل 100 أنثى في الثامنة عشر من عمرها فما فوق 79.7 ذكر.
بلغ متوسط دخل الأسرة في المدينة 29,466 دولارًا، أما متوسط دخل العائلة فبلغ 40,242 دولارًا. وكان متوسط دخل الذكور 32,979 دولارًا مقابل 23,643 دولارًا للإناث. وسجل دخل الفرد الخاص بالمدينة 14,585 دولارًا. وكانت نسبة 18.1% من العائلات ونسبة 25.5% من السكان تحت خط الفقر، وكان من هؤلاء نسبة 30.4% تحت سن الثامنة عشر ونسبة 28.8% في الخامسة والستين من العمر وما فوق.

### تعداد عام 2010
بلغ عدد سكان كليفلاند 12,334 نسمة بحسب تعداد عام 2010، وبلغ عدد الأسر 4,698 أسرة وعدد العائلات 2,948 عائلة مقيمة في المدينة. في حين سجلت الكثافة السكانية 628.3 نسمة لكل كيلومتر مربع (1,627.3/ميل2). وبلغ عدد الوحدات السكنية 5,067 وحدة بمتوسط كثافة قدره 258.1 لكل كيلومتر مربع (668.5/ميل2).
وتوزع التركيب العرقي للمدينة بنسبة 47.50% من البيض و50.18% من الأمريكيين الأفارقة و0.05% من الأمريكيين الأصليين و0.96% من الأمريكيين ذوي الأصول الآسيوية و0.08% من سكان جزر المحيط الهادئ و0.49% من الأعراق الأخرى و0.75% من عرقين مختلطين أو أكثر و1.52% من الهسبانيون أو اللاتينيون من أي عرق.
بلغ عدد الأسر 4,698 أسرة كانت نسبة 31.5% منها لديها أطفال تحت سن الثامنة عشر تعيش معهم، وبلغت نسبة الأزواج القاطنين مع بعضهم البعض 35.8% من أصل المجموع الكلي للأسر، ونسبة 22.3% من الأسر كان لديها معيلات من الإناث دون وجود شريك،  بينما كانت نسبة 4.6% من الأسر لديها معيلون من الذكور دون وجود شريكة وكانت نسبة 37.2% من غير العائلات. تألفت نسبة 30.1% من أصل جميع الأسر من عدة أفراد يعيشون في نفس المنزل ونسبة 11.2% كانت تتألف من شخص يعيش بمفرده يبلغ من العمر 65 عاماً أو أكثر. وبلغ متوسط حجم الأسرة المعيشية 2.44، أما متوسط حجم العائلات فبلغ 3.06.
بلغ العمر الوسطي للسكان 31.4 عاماً. وكانت نسبة 22.8% من القاطنين تحت سن الثامنة عشر، وكانت نسبة 17.5% بين الثامنة عشر والرابعة والعشرين عاماً، ونسبة 23.8% كانت واقعةً في الفئة العمرية ما بين الخامسة والعشرين والرابعة والأربعين عاماً، ونسبة 23% كانت ما بين الخامسة والأربعين والرابعة والستين، ونسبة 12.9% كانت ضمن فئة الخامسة والستين عاماً فما فوق. وتوزع التركيب الجنسي للسكان بنسبة 45.3% ذكور و54.7% إناث.

## أعلام
- بات كولمان
- كين لوكاس
- شاين ماثيوز
- بيت هرت
- لاري سبيكس
- كلاي رو
- فلويد ووماك